# ストームフラッグフライング
ストームフラッグフライング (Storm Flag Flying、2000年4月11日 - ) は、アメリカ合衆国の競走馬、繁殖牝馬。2002年のエクリプス賞最優秀2歳牝馬。

## 経歴
「ミス・パーフェクト」と呼ばれたパーソナルエンスンを祖母に持ち、母マイフラッグもブリーダーズカップ・ジュヴェナイルフィリーズの勝ち馬という血統に生まれた。マイフラッグから見ると第2子となる。また、父ストームキャットはジャイアンツコーズウェイなどを輩出し、1999年、2000年のリーディングサイアーとなっており、アメリカ最高の血統として注目されていた。2002年のデビューを前にオグデン・フィップスが死去したため、息子のオグデン・ミルズ・フィップスが馬主となった。

## 戦績
ストームフラッグフライングは2002年8月のサラトガ開催でデビューし、1馬身差で初勝利を飾る。1戦1勝の身ながらメイトロンステークスに出走すると、直線で後続を引き離し13馬身差で勝利する圧巻の走りを見せた。続くフリゼットステークスでも1番人気で勝利、ブリーダーズカップ・ジュヴェナイルフィリーズでも1番人気に推され、半馬身差で勝利した。この勝利でブリーダーズカップ・ジュヴェナイルフィリーズの母子制覇、祖母パーソナルエンスン・母マイフラッグに続く母子3代ブリーダーズカップ制覇の偉業を達成した。この年は4戦4勝、G1競走3勝でエクリプス賞最優秀2歳牝馬に選出された。なお、年度代表馬選考でも1票入っていた。
2003年はG3競走のカムリーステークスから始動、ここでも1番人気に推されていたがサイバーシークレットから5馬身離された2着に敗れ、続くエイコーンステークスでも1番人気に推されたが、ケンタッキーオークス馬バードタウンから11馬身離された6着に敗れた。競走後骨折が判明し、休養に入った。2003年初頭には、ストームフラッグフライングが牝馬路線の中心になると見られていたが、結局1勝もできずに主役の座を明け渡すこととなった。
休養中での引退もささやかれていたが、2004年2月のアローワンスで復帰、復帰緒戦を勝利した。ディスタフブリーダーズカップハンデキャップでは3着に敗れたものの、G2競走のシュヴィーハンデキャップで1年半ぶりに重賞に勝利した。その後牝馬G1路線で前年から活躍しているアゼリ、サイトシークといった強豪と戦い、祖母の名を冠するパーソナルエンスンハンデキャップで逃げたアゼリを差しきり、2年ぶりにG1競走に勝利した。ローンスターパーク競馬場で行われたブリーダーズカップ・ディスタフでは主戦騎手のジョン・ヴェラスケスが3歳牝馬のアシャドを選択したため、ジェリー・ベイリーに乗り替わりとなった。最後方からレースを進め、内ラチ沿いから追い込んだもののアシャドの2着に敗れ、この競走を最後に引退した。

### 競走成績
| 出走日     | 競馬場                 | 競走名                     | 格 | 距離    | 着順 | 騎手           | 着差       | 1着（2着）馬       |
| ---------- | ---------------------- | -------------------------- | -- | ------- | ---- | -------------- | ---------- | ------------------ |
| 2002.08.18 | サラトガ               | メイドン                   |    | D6f     | 1着  | J.ヴェラスケス | 1馬身      | (Something Silver) |
| 2002.09.15 | ベルモントパーク       | メイトロンS                | G1 | D8f     | 1着  | J.ヴェラスケス | 12 3/4馬身 | (Wild Snitch)      |
| 2002.10.05 | ベルモントパーク       | フリゼットS                | G1 | D9f     | 1着  | J.ヴェラスケス | 2馬身      | (Santa Catarina)   |
| 2002.10.26 | アーリントンパーク     | BCジュヴェナイルフィリーズ | G1 | D9f     | 1着  | J.ヴェラスケス | 1/2馬身    | (Composure)        |
| 2003.04.18 | アケダクト             | カムリーS                  | G3 | D8f     | 2着  | J.ヴェラスケス | 5 1/2馬身  | Cyber Secret       |
| 2003.06.06 | ベルモントパーク       | エイコーンS                | G1 | D8f     | 6着  | J.ヴェラスケス | 11馬身     | Bird Town          |
| 2004.02.16 | ガルフストリームパーク | アローワンス               |    | D8f 70y | 1着  | J.ヴェラスケス | 3 3/4馬身  | (Redoubled Miss)   |
| 2004.03.27 | ベルモントパーク       | ディスタフBCH              | G2 | D7f     | 3着  | E.プラード     | 5 3/4馬身  | Randaroo           |
| 2004.05.15 | ベルモントパーク       | シュヴィーH                | G2 | D8f     | 1着  | J.ヴェラスケス | 1/2馬身    | (Passing Shot)     |
| 2004.06.19 | ベルモントパーク       | オグデンフィップスH        | G1 | D8.5f   | 2着  | J.ヴェラスケス | 3 1/4馬身  | Sightseek          |
| 2004.08.01 | サラトガ               | ゴーフォーワンドH          | G1 | D9f     | 3着  | J.ヴェラスケス | 3 3/4馬身  | Azeri              |
| 2004.08.27 | サラトガ               | パーソナルエンスンH        | G1 | D10f    | 1着  | J.ヴェラスケス | 1 1/4馬身  | (Azeri)            |
| 2004.10.09 | ベルモントパーク       | ベルデイムS                | G1 | D9f     | 3着  | J.ヴェラスケス | 4馬身      | Sightseek          |
| 2004.10.30 | ローンスターパーク     | BCディスタフ               | G1 | D9f     | 2着  | J.ベイリー     | 1 1/4馬身  | Ashado             |

## 繁殖成績
引退後はクレイボーンファームで繁殖牝馬となった。初年度はエーピーインディと交配され、1月31日に牡馬 (Color Flying) を出産した。

## 血統表
| ストームフラッグフライング (Storm Flag Flying)の血統（ストームキャット系 / Backpasser 4×5=9.38%（母内）、Native Dancer 5×5=6.25%） | ストームフラッグフライング (Storm Flag Flying)の血統（ストームキャット系 / Backpasser 4×5=9.38%（母内）、Native Dancer 5×5=6.25%） | ストームフラッグフライング (Storm Flag Flying)の血統（ストームキャット系 / Backpasser 4×5=9.38%（母内）、Native Dancer 5×5=6.25%） | （血統表の出典） | （血統表の出典） |
| 父 Storm Cat 1983 黒鹿毛 | 父の父Storm Bird 1978 鹿毛 | Northern Dancer | Nearctic         | Nearctic         |
| 父 Storm Cat 1983 黒鹿毛 | 父の父Storm Bird 1978 鹿毛 | Northern Dancer | Natalma          |                  |
| 父 Storm Cat 1983 黒鹿毛 | 父の父Storm Bird 1978 鹿毛 | South Ocean | New Providence   | New Providence   |
| 父 Storm Cat 1983 黒鹿毛 | 父の父Storm Bird 1978 鹿毛 | South Ocean | Shining Sun      |                  |
| 父 Storm Cat 1983 黒鹿毛 | 父の母Terlingua 1976 栗毛 | Secretariat | Bold Ruler       | Bold Ruler       |
| 父 Storm Cat 1983 黒鹿毛 | 父の母Terlingua 1976 栗毛 | Secretariat | Somethingroyal   |                  |
| 父 Storm Cat 1983 黒鹿毛 | 父の母Terlingua 1976 栗毛 | Crimson Saint | Crimson Satan    | Crimson Satan    |
| 父 Storm Cat 1983 黒鹿毛 | 父の母Terlingua 1976 栗毛 | Crimson Saint | Bolero Rose      |                  |
| 母 My Flag 1993 栗毛 | 母の父Easy Goer 1986 栗毛 | Alydar | Raise a Native   | Raise a Native   |
| 母 My Flag 1993 栗毛 | 母の父Easy Goer 1986 栗毛 | Alydar | Sweet Tooth      |                  |
| 母 My Flag 1993 栗毛 | 母の父Easy Goer 1986 栗毛 | Relaxing | Backpasser       | Backpasser       |
| 母 My Flag 1993 栗毛 | 母の父Easy Goer 1986 栗毛 | Relaxing | Marking Time     |                  |
| 母 My Flag 1993 栗毛 | 母の母Personal Ensign 1984 鹿毛 | Private Account | Damascus         | Damascus         |
| 母 My Flag 1993 栗毛 | 母の母Personal Ensign 1984 鹿毛 | Private Account | Nambered Account |                  |
| 母 My Flag 1993 栗毛 | 母の母Personal Ensign 1984 鹿毛 | Grecian Banner | Hoist The Flag   | Hoist The Flag   |
| 母 My Flag 1993 栗毛 | 母の母Personal Ensign 1984 鹿毛 | Grecian Banner | Dorine F-No.6-a  |                  |

全姉On Paradeの産駒にParading（ディキシーステークス (G2) 、種牡馬）がいる。そのほかの近親馬についてはパーソナルエンスンを参照。